# Konstantinos Kollias
Konstantinos Kollias (griego: Κωνσταντίνος Κολλιας; 1901-13 de julio de 1998) fue procurador general de la Corte Suprema de la República Helénica, fue nombrado primer ministro de Grecia a propuesta del entonces Rey Constantino II por la Junta Militar Griega que derrocó el gobierno de Panagiotis Kanellopulos el 21 de abril de 1967. El jefe del golpe de Estado militar Georgios Papadopoulos lo sustituyó después del fracasado contragolpe del rey Constantino II el 13 de diciembre del mismo año. 
Murió el 13 de julio de 1998, a los 97 años de edad. 
>
| Predecesor: Panagiotis Kanellopoulos | Primer ministro de Grecia 1967 | Sucesor: Georgios Papadopoulos |

- Datos: Q1370954